# Johnny Hoekstra
John Benjamin Hoekstra, detto Johnny (Wichert, 7 novembre 1917 – Grand Rapids, 25 ottobre 2006), è stato un cestista statunitense, professionista nella NBL.

## Carriera
Giocò per una stagione nella NBL, disputando 12 partite con 5,8 punti di media.